# 中甸乌头
中甸乌头（学名：Aconitum piepunense）为毛茛科乌头属下的一个种。为多年生草本植物。主产于云南香格里拉市3,000至3,300公尺间的山地草坡上。
中甸乌头为直立的总状花序, 顶生, 从基部到顶端依次开花，花期在7-8月。